# Władysław Radomicki
Władysław Radomicki herbu Kotwicz (ur. 1668, zm. 1737), kasztelan i wojewoda poznański.
Syn Kazimierza Władysława, kasztelana kaliskiego. Brat Macieja, wojewody inowrocławskiego, kaliskiego i poznańskiego  i Andrzeja Aleksandra, wojewody kaliskiego i poznańskiego.
Został ochrzczony 24 maja 1671 w Dębnie nad Wartą. Poślubił Ludwikę Gajewską, kasztelankę rogozińską. Miał siedmioro dzieci: wśród nich synowie Maciej i Andrzej, starosta odolanowski i osiecki, komisarz skarbu koronnego.
Sędzia kapturowy w grodzie wałeckim w 1696 roku. W 1698 roku podczas zjazdu w Poznaniu podpisał manifest popierający elekcję Franciszka Contiego. Władysław Radomicki był człowiekiem uczonym, w polityce stronnikiem dworu saskiego. W latach 1709–1729 pełnił urząd kasztelana poznańskiego. W latach 1729–1737 sprawował urząd wojewody poznańskiego. W Wałczu pełnił urząd starosty. W 1736 roku został wyznaczony senatorem rezydentem.
Był konsyliarzem województwa poznańskiego w konfederacji sandomierskiej 1704 roku.